# Deutsche Eishockey Liga
Deutsche Eishockey Liga (Tyska ishockeyligan, förkortning DEL) är den högsta ishockeyligan i Tyskland. Ligan startade säsongen 1994/1995 och har det högsta antalet amerikanska och kanadensiska spelare utanför Nordamerika. DEL ersatte Bundesliga som hade premiär säsongen 1958/1959.
DEL en fristående liga som ägs och drivs av de deltagande klubbarna. Sedan säsongen 2006/2007 kan ingen klubb bli nedflyttad på grund av dålig tabellplacering utan endast om klubben inte klarar av de krav som ställs på en DEL-klubb.
Från och med säsongen 2008/2009 får varje klubb ha maximalt tio spelare med annan nationalitet än tysk. Föregående säsong tilläts 12.

## Klubbar
| Lag                     | Stad                   | Arena                         | Kapacitet |
| ----------------------- | ---------------------- | ----------------------------- | --------- |
| Adler Mannheim          | Mannheim               | SAP Arena                     | 13 600    |
| Augsburger Panther      | Augsburg               | Curt Frenzel Stadium          | 6 218     |
| Dresdner Eislöwen       | Dresden                | Joynext Arena                 | 4 412     |
| Düsseldorfer EG         | Düsseldorf             | PSD Bank Dome                 | 14 282    |
| EHC Red Bull München    | München                | Olympia Eishalle              | 6 256     |
| Eisbären Berlin         | Berlin                 | Mercedes-Benz Arena           | 14 200    |
| ERC Ingolstadt          | Ingolstadt             | Saturn Arena                  | 4 815     |
| Fischtown Pinguins      | Bremerhaven            | Eisarena Bremerhaven          | 4 674     |
| Grizzlys Wolfsburg      | Wolfsburg              | Eis Arena Wolfsburg           | 4 660     |
| Iserlohn Roosters       | Iserlohn               | Eissporthalle Iserlohn        | 4 967     |
| Kölner Haie             | Köln                   | Lanxess Arena                 | 18 500    |
| Löwen Frankfurt         | Frankfurt              | Eissporthalle Frankfurt       | 6 990     |
| Nürnberg Ice Tigers     | Nürnberg               | Arena Nürnberger Versicherung | 7 672     |
| Schwenninger Wild Wings | Villingen-Schwenningen | Helios Arena                  | 6 193     |
| Straubing Tigers        | Straubing              | Eisstadion am Pulverturm      | 5 730     |

## Mästare
- 1995 – Kölner Haie
- 1996 – Düsseldorfer EG
- 1997 – Adler Mannheim
- 1998 – Adler Mannheim
- 1999 – Adler Mannheim
- 2000 – Munich Barons
- 2001 – Adler Mannheim
- 2002 – Kölner Haie
- 2003 – Krefeld Pinguine
- 2004 – Frankfurt Lions
- 2005 – Eisbären Berlin
- 2006 – Eisbären Berlin
- 2007 – Adler Mannheim
- 2008 – Eisbären Berlin
- 2009 – Eisbären Berlin
- 2010 – Hannover Scorpions
- 2011 – Eisbären Berlin
- 2012 – Eisbären Berlin
- 2013 – Eisbären Berlin
- 2014 – ERC Ingolstadt
- 2015 – Adler Mannheim
- 2016 – EHC Red Bull München
- 2017 – EHC Red Bull München
- 2018 – EHC Red Bull München
- 2019 – Adler Mannheim
- 2020 – EHC Red Bull München
- 2021 – Eisbären Berlin
- 2022 – Eisbären Berlin
- 2023 – EHC Red Bull München
- 2024 – Eisbären Berlin
- 2025 – Eisbären Berlin

## Datorspel
Lag från ligan förekommer i NHL 2004 och dess uppföljare.

### Fotnoter
1. ↑  ”Germany” (på engelska). AZ Hockey. Arkiverad från originalet den 3 mars 2016. https://web.archive.org/web/20160303193525/http://www.azhockey.com/champs/champsGermany.html. Läst 8 januari 2016.